# Тишин, Николай Петрович
Николай Петрович Тишин (06.11.1936-20.06.2022) — советский партийный и государственный деятель, председатель исполнительного комитета Ямало-Ненецкого окружного Совета народных депутатов (1979—1988). Член КПСС (1960—1991).

## Биография
Родился 6 ноября 1936 года в деревне Красная Знаменка Моховского сельского Совета Кемеровской области в крестьянской семье, переселившейся из Белоруссии в Сибирь в 1929 году.
Окончив среднюю школу в селе Полысаево (1954), поступил в Тобольскую школу юнг. После её окончания был направлен на Ямал  в посёлок Пуйко, где с 1956 года работал помощником судомеханика, а затем судомехаником катера «Снайпер» Пуйковского рыбозавода, председателем профсоюзного комитета.
В 1969 году окончил Высшую партийную школу при ЦК КПСС.
Трудовая деятельность:
- 1959—1961 председатель фабрично-заводского комитета профсоюза Пуйковского рыбозавода.
- 1961—1963 первый секретарь Ямальского райкома ВЛКСМ.
- 1963—1967 второй секретарь Ямало-Ненецкого окружного комитета комсомола.
- 1967—1972 второй секретарь Пуровского райкома КПСС,
- 1972—1977 первый секретарь Ямальского райкома КПСС.
- 1977—1979 второй секретарь Ямало-Ненецкого окружкома КПСС.

В марте 1979 года избран председателем исполкома Ямало-Ненецкого окружного Совета народных депутатов и занимал эту должность до сентября 1988 года.
С 1988 по 1991 год заместитель заведующего орготделом Тюменского облисполкома, с 1991 по 1998 год — главный специалист отдела организационной работы администрации Тюменской области.
Затем до 2001 года главный специалист департамента материальных ресурсов и торговли администрации ЯНАО.
Награждён орденами Трудового Красного Знамени (1974), Октябрьской Революции (1981), медалями «За трудовое отличие», «За освоение недр и развитие нефтегазового комплекса Западной Сибири», «За добросовестный труд. В ознаменование 100-летия со дня рождения В. И. Ленина».
В 2001 году присвоено звание «Почётный гражданин Ямало-Ненецкого автономного округа».
Умер в Тюмени 20.06.2022 г.